# Urinal

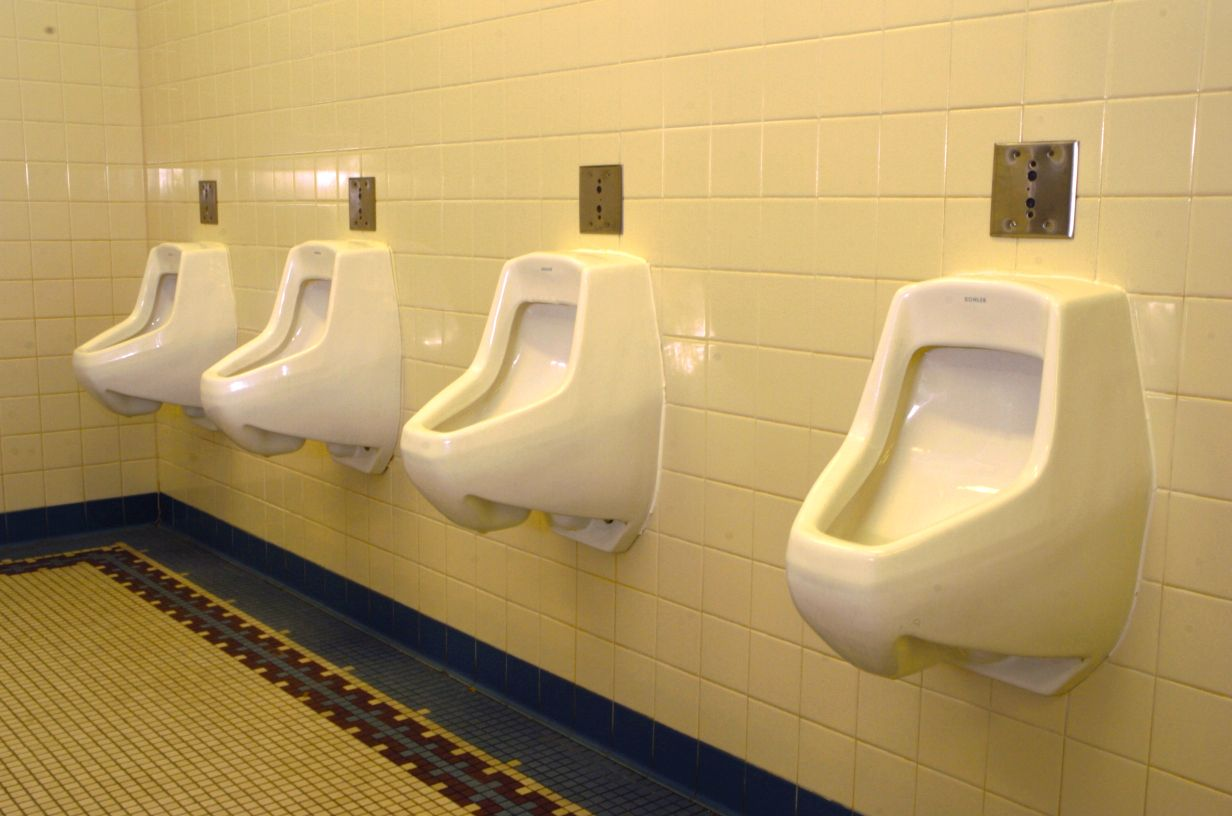
Typische Urinale für Männer auf einer öffentlichen Toilette

Urinale können für beide Geschlechter zum Einsatz kommen:
(1) für Frauen
(2) Unisex (für beide Geschlechter)
(3) für Männer

Ein Urinal, umgangssprachlich auch Pinkelbecken genannt, ist eine Vorrichtung zum Urinieren im Stehen. Wie Toiletten sind auch Urinale an die Kanalisation angeschlossen und mit einer Spülung versehen. In der Regel handelt es sich dabei um öffentliche Toiletten, es gibt diese Toilettenart aber auch im öffentlichen Raum oder im Privatbereich. Urinale waren früher ausschließlich für die Benutzung durch männliche Personen vorgesehen, mittlerweile gibt es jedoch auch Frauenurinale, die entweder speziell für Frauen, oder als Unisex-Urinal konzipiert wurden.

## Geschichte

### Anfänge des Urinals im 19. Jahrhundert

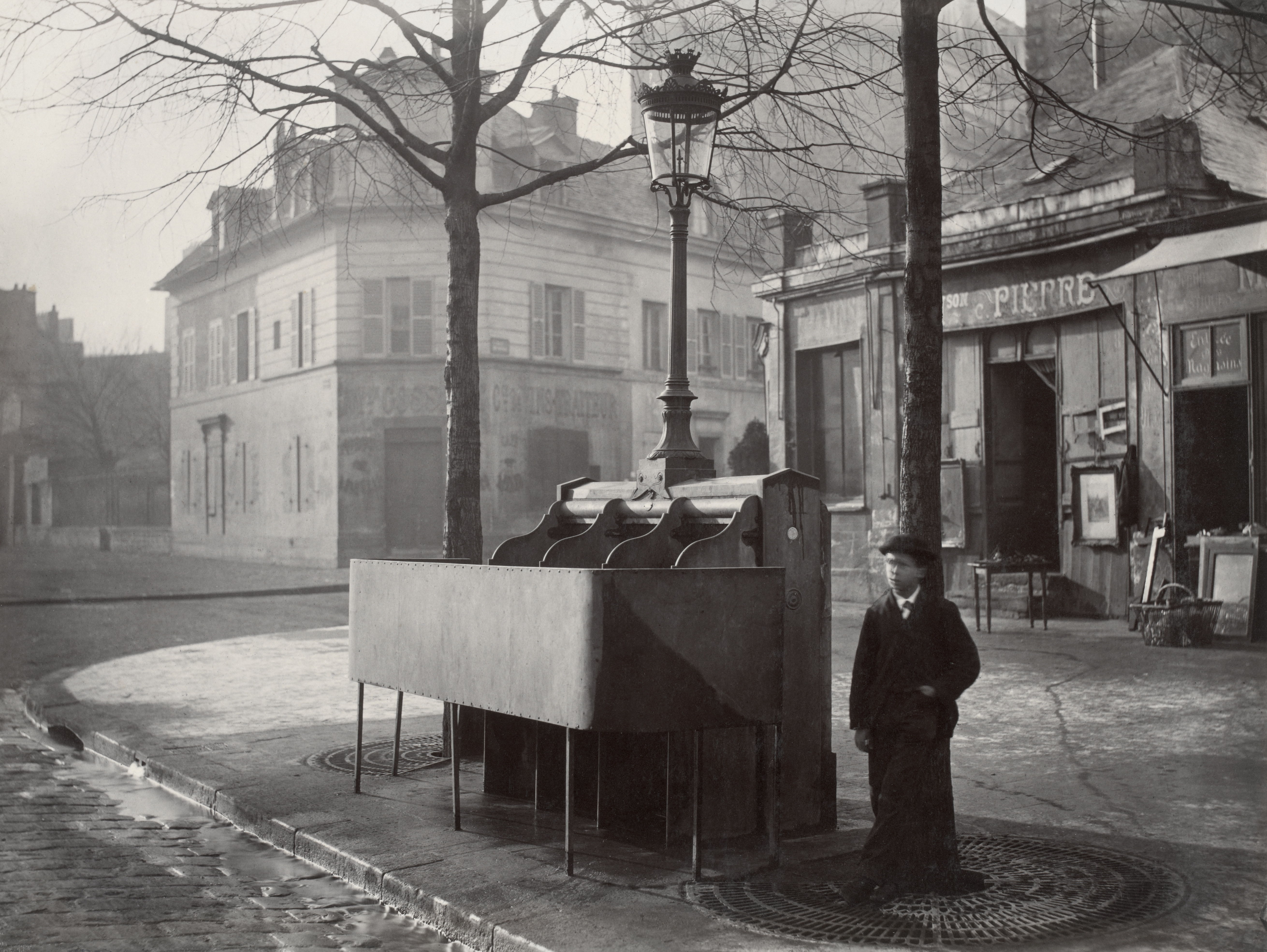
Öffentliches Urinal in Paris, 1865

Im Frühjahr 1830 beschloss die Pariser Stadtverwaltung, auf den großen Boulevards die ersten öffentlichen Urinale einzurichten, die zugleich auch als Träger für Plakate dienten.
1841 führte Claude-Philibert Barthelot de Rambuteau als Préfet des Département Seine neugestaltete Urinale ein, die wegen ihrer zylindrischen Form als „Colonnes Rambuteau“ bezeichnet wurden. Im Jahre 1877 wurden Urinale eines neuen Typs eingesetzt, die Vespasiennes genannt wurden, in Anlehnung an den römischen Kaiser Titus Flavius Vespasianus der im 1. Jahrhundert eine Steuer auf Urin aus öffentlichen Toiletten erhob, der zum Gerben von Leder verwendet wurde.

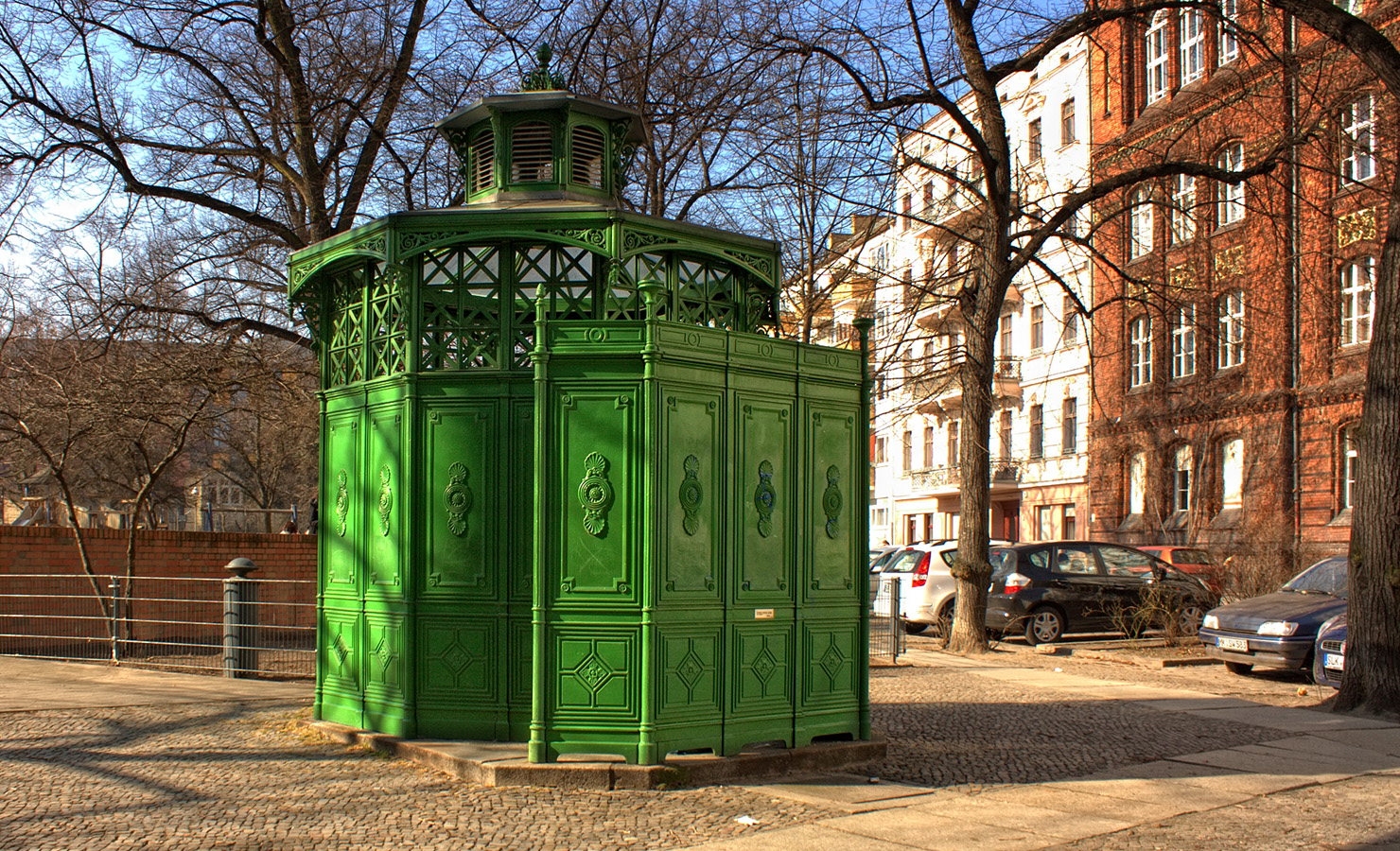
Die sogenannten „Cafe Achteck“ wurde in Berlin ab 1879 errichtet

In Berlin wurden 1863 die ersten Pissoirs errichtet. 1847, 1865 und 1877 wurden Wettbewerbe zur Gestaltung der Urinale ausgeschrieben. Einer der erfolgreichsten Entwürfe war eine achteckige Konstruktion mit sieben Ständen, die ab 1879 eingesetzt wurde, das sogenannte Café Achteck. Ihre Zahl stieg bis 1920 auf 142.
Das Urinalbecken in seiner heutigen Form wurde zuerst in den Vereinigten Staaten, unmittelbar nach dem Bürgerkrieg erfunden, als Andrew Rankin 1866 einen aufrechten Spülapparat einführte. Im Jahr 1882 wurde das Urinal von Francis Baldwin patentiert.

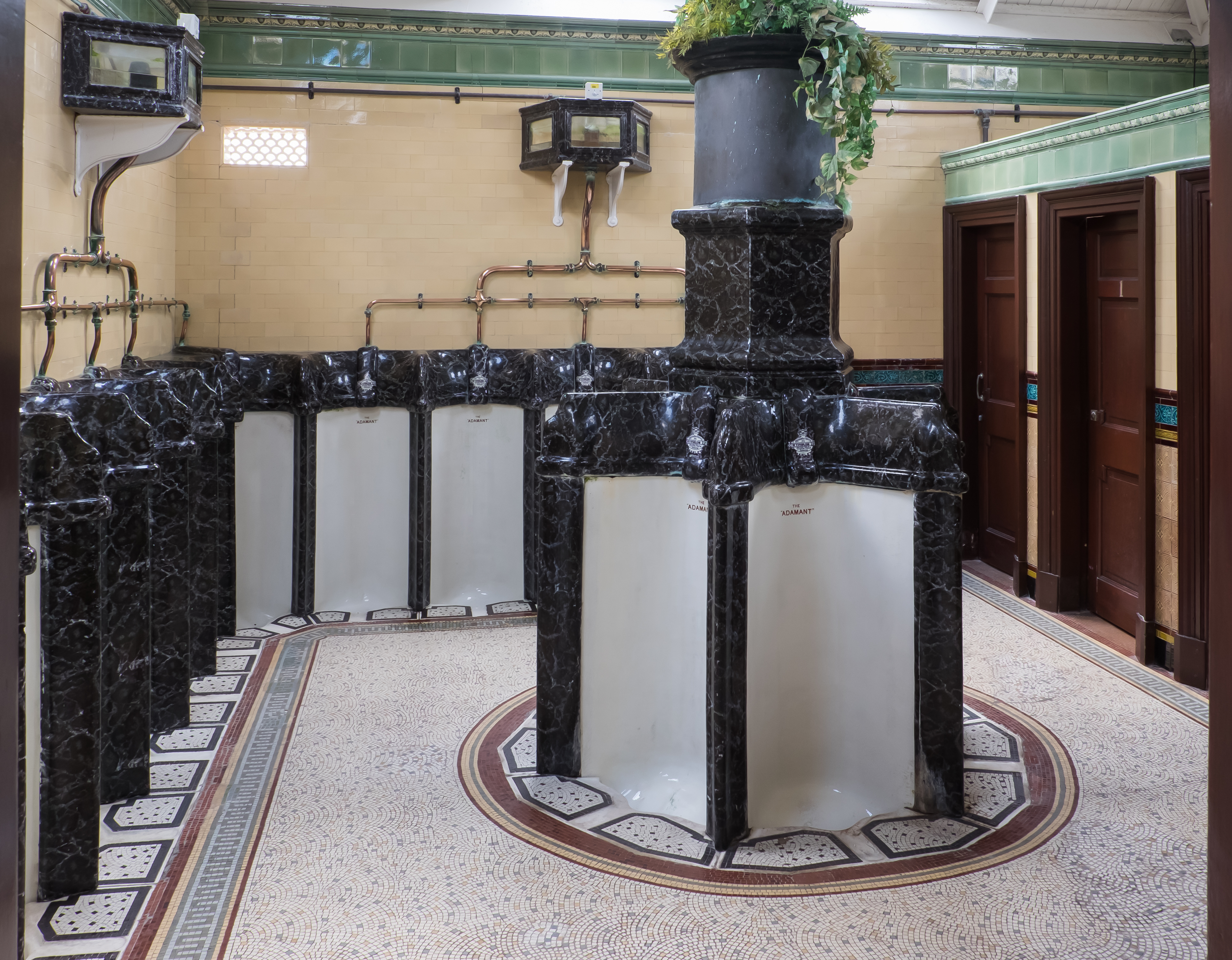
Urinal auf einer öffentlichen Toilette in Rothesay (Schottland) aus dem Jahr 1899

Mit dem starken Wachstum Ende des 19. Jahrhunderts und der Enge in den überbevölkerten Städten zum kam es zu Krankheits-Ausbrüchen, die auf Infektionen durch die mangelhaften sanitären Verhältnisse zurückgeführt werden konnte. Daraufhin wurden in vielen Städten Kanalnetze und öffentliche Toilettenanlagen errichtet. Urinale verbrauchen wenig Platz und beschleunigen den Toilettengang. Um die Produktivität der Fabrikarbeiter zu erhöhen, wurden im Zuge des Taylorismus Toilettenanlagen vermehrt in räumlicher Nähe zu den Arbeitsplätzen errichtet.

### Verbreitung und Weiterentwicklung im 20. Jahrhundert

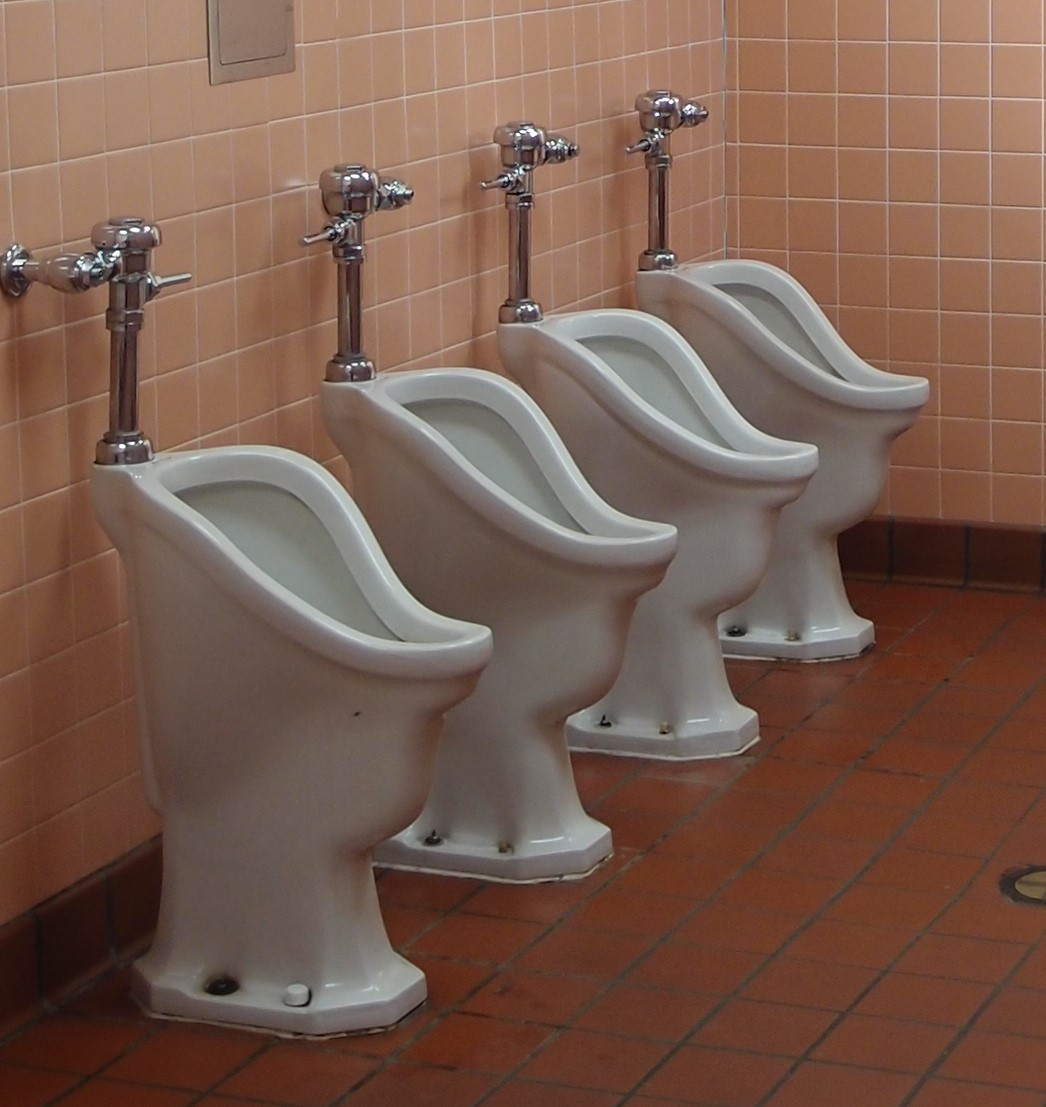
Frauenurinale aus den 1940er Jahren in Seattle

Mit der Erhöhung von Komfortansprüchen und Lebensstandard wurden Pinkelrinnen mit Trennwänden ausgestattet und schließlich vielerorts durch einzeln hängende Urinale ersetzt.
Nach dem Zweiten Weltkrieg wurde das Urinal zum Symbol der Ungleichbehandlung der Geschlechter. Um auch Frauentoiletten effizienter zu gestalten und einen schnellen Toilettengang zu ermöglichen, brachten US-amerikanische Hersteller bereits in den 40er Jahren Urinale für Frauen auf den Markt. Allerdings konnten diese sich bis heute nicht flächendeckend durchsetzen.

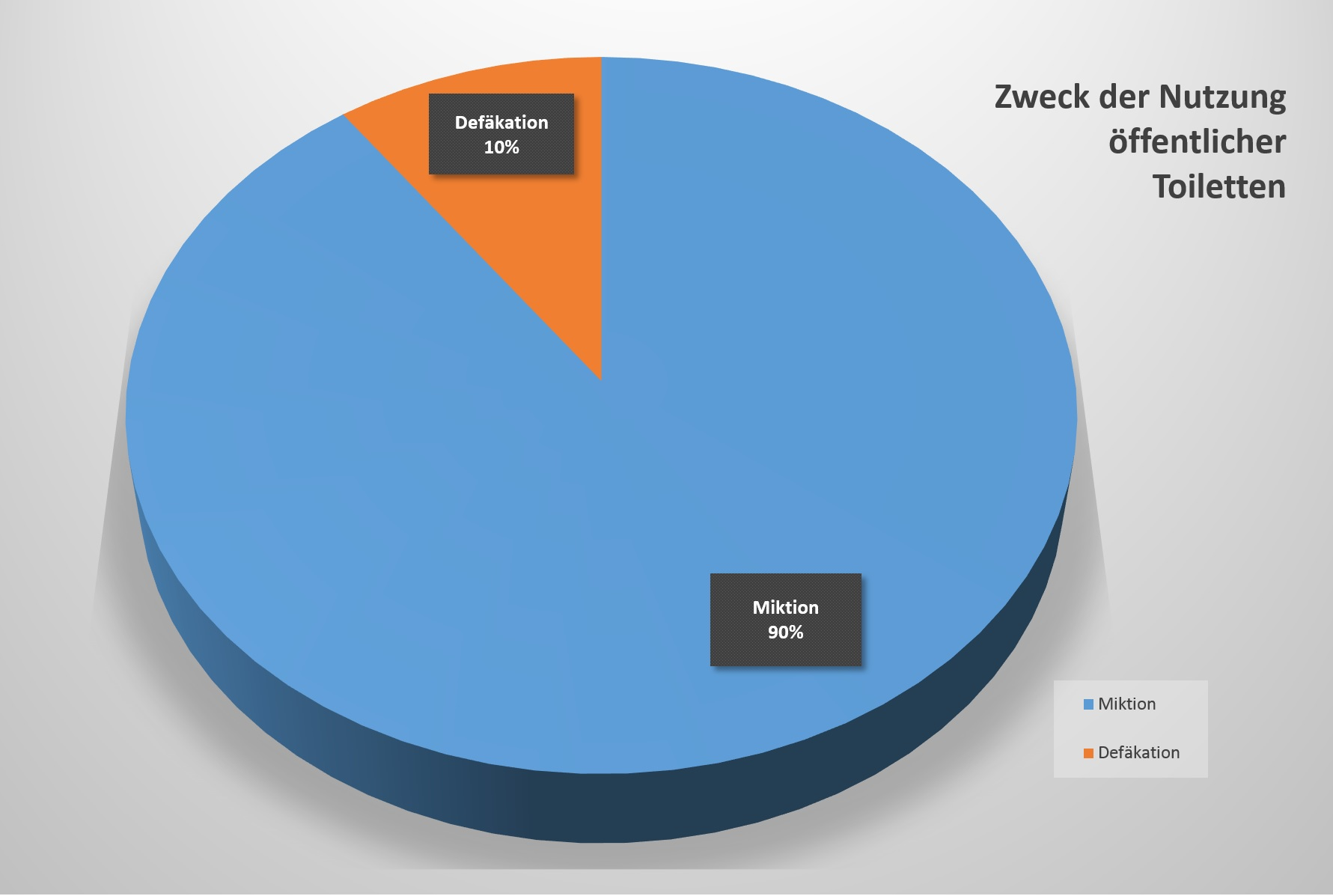
90 % der Besuche von öffentlichen Toiletten dienen dem Zweck des Urinierens.

## Vorteile gegenüber herkömmlichen Toiletten
Zu zirka 90 % werden öffentliche Toiletten zur Miktion aufgesucht (im Gegensatz zur Defäkation). Während eine herkömmliche Toilette zwar für beide Ausscheidungsprozesse vorgesehen ist, sind Urinale für die Miktion optimiert und decken somit den Großteil des Nutzungsbedarfs einer öffentlichen Toiletteneinrichtung ab.
Das Urinal bietet sowohl für Benutzer als auch für Betreiber einige Vorteile gegenüber einer herkömmlichen Toilette:
- Diese sind einerseits ökonomischer Art; so ist ein Urinal bezüglich der Anschaffung und der laufenden Kosten in Form des Wasserverbrauchs gegenüber einer Toilette günstiger (statt bis zu sechs Liter pro Spülung einer Toilette benötigt ein Urinal nur zwei Liter Wasser).
- Ein Urinal nimmt weniger Raum ein, so dass die vorgeschriebene Mindestanzahl an Bedürfnisstätten mit geringerem Platzbedarf realisiert werden kann.
- Da beim Urinieren der Körper keinen Kontakt mit dem Urinal hat, ist es in dieser Hinsicht hygienisch. Allerdings ist ein Urinal nicht ganz so spritzarm wie eine – im Sitzen verwendete – Toilette.

## Bauweise und Formen

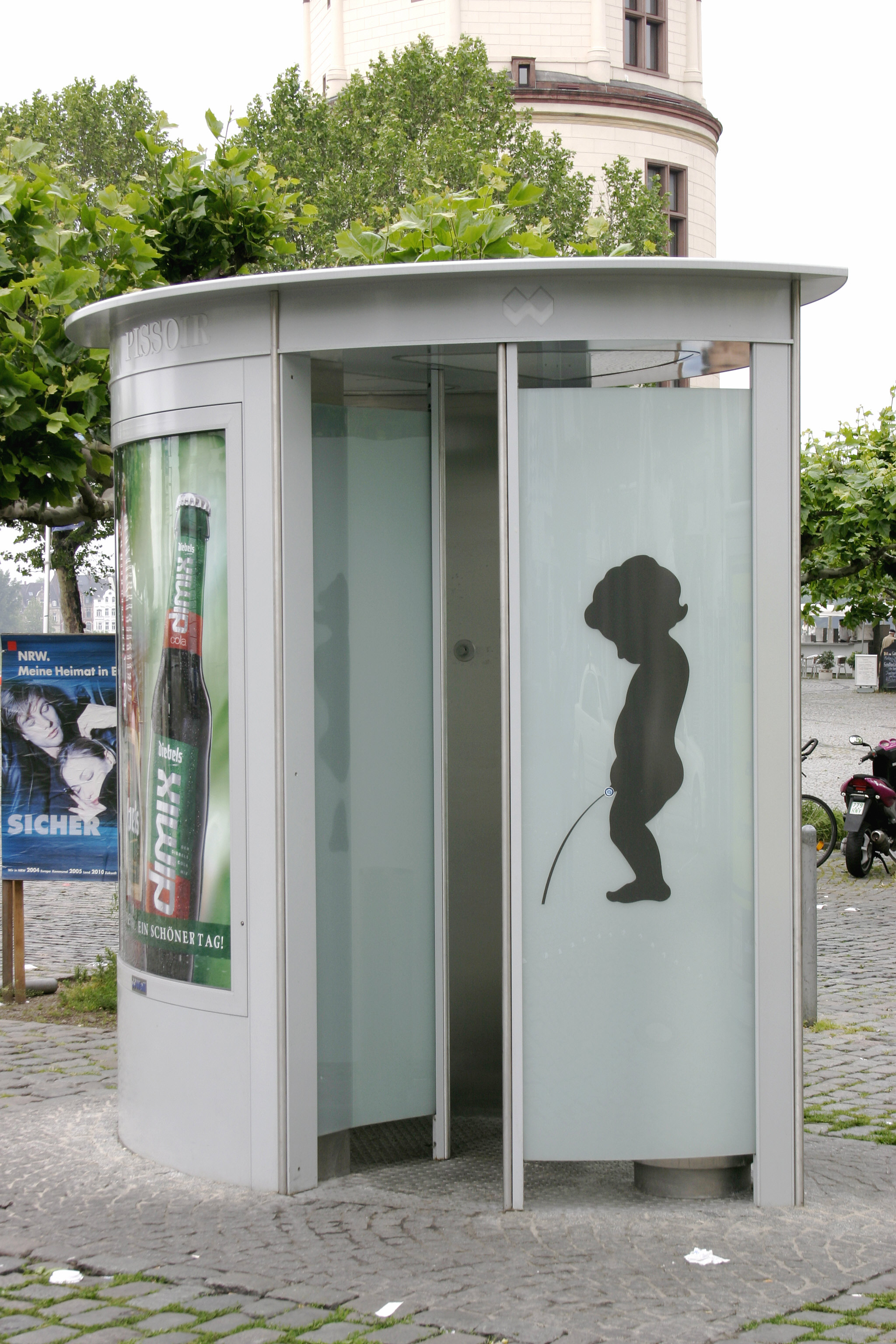
Öffentliches Urinal für Männer in Düsseldorf

Als Weiterentwicklung der Pinkelrinne entstanden, sind die heutigen Urinale meist aus Porzellan, seltener aus Edelstahl oder Kunststoff gefertigt und im Idealfall so ausgeformt, dass der Urin möglichst spritzarm aufgenommen wird.
Hauptsächlich findet man Urinale in öffentlichen Herrentoiletten. In einigen Städten existieren permanent freistehende öffentliche Urinale auf der Straße. Diese können von jedermann unentgeltlich benutzt werden.
Von einem niederländischen Hersteller wurden Urinale für den Außeneinsatz entwickelt, die in stark frequentierten Innenstadtbereichen fest im Boden versenkt sind und bei Bedarf elektrisch ausgefahren werden können.
Urinale haben meist eine Wasserspülung, die von Hand mit einem Spülventil oder über automatische Sensoren betätigt wird. Bei manchen Urinalen wird in regelmäßigen Zeitabständen automatisch gespült. Es gibt seit einigen Jahren auch wasserfreie Urinale (Trockenurinale).
Zwischen Urinalen sind gelegentlich Sicht- bzw. Spritzschutzwände, sogenannte Urinaltrennwände, vorhanden. Weiterhin werden zur einfacheren Reinigung im Urinal WC-Steine und ein Auffanggitter für hineingeworfene Taschentücher oder Zigarettenstummel verwendet. Manchmal ist auch ein Urinal in etwas niedrigerer Höhe angebracht, um Kindern und kleineren Personen die Nutzung zu ermöglichen.

### Wasserloses Urinal
Ein Trockenurinal oder Wasserloses Urinal ist ein Urinal, das ohne Wasserspülung, aber dennoch mit einem Ablauf betrieben wird. Herkömmliche Urinale benötigen pro Spülung teilweise über drei Liter Wasser. Wasserlose Urinale hingegen kommen ohne Wasser und Spülvorrichtung aus. Sie sind daher umweltfreundlicher und günstiger zu betreiben. Um die Urinsteinbildung auf den Wandungen des Urinals zu vermeiden, müssen die Oberflächen häufig in bestimmten Abständen neu versiegelt bzw. imprägniert werden.
Eine Bauform des wasserlosen Urinals ist zur Verwendung mit Sperrflüssigkeit gegen Geruchsbelästigung vorgesehen. Traditionell kommen Öle (gegebenenfalls mit Zusatzstoffen) zur Anwendung, die aufgrund ihrer geringeren Dichte stets auf dem Wasserspiegel schwimmen und den eintretenden Urin durchtreten lassen. Beim Eingießen größerer Flüssigkeitsmengen in das Urinal kann die Flüssigkeit mitgerissen werden und muss dann erneuert werden. Umweltfreundliche Sperrflüssigkeit basieren auf pflanzlichen Rohstoffen.
Das sogenannte „Urimat“ oder „CULU“ saugt den Urin durch Ausnutzung des Flüssigkeitsdrucks ab und kommt ohne zusätzliche Substanzen aus.

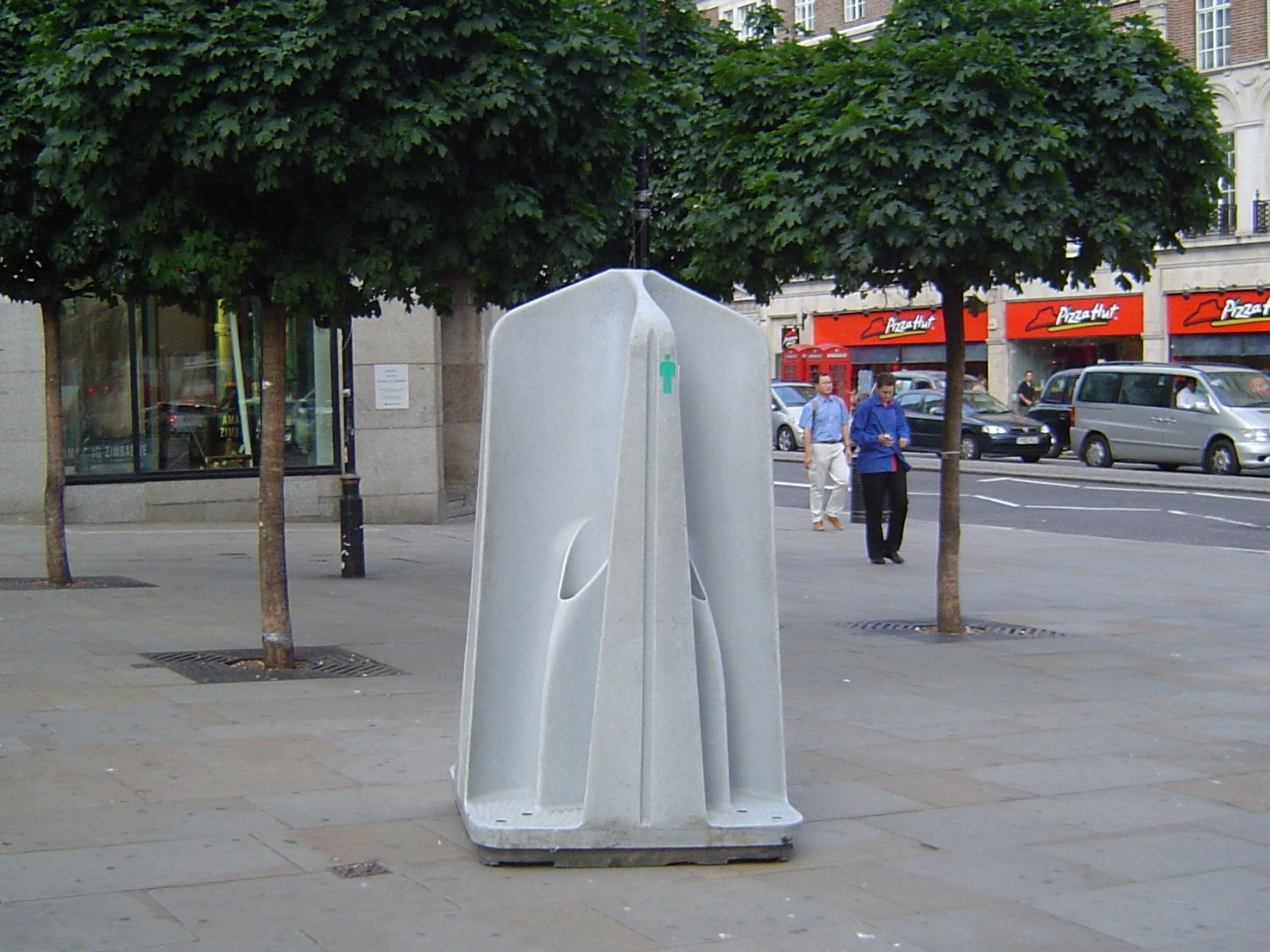
Mobiles Urinal in London

### Mobiles Urinal
Ähnlich den mobilen Toilettenkabinen gibt es auch mobile Pissoirs zur Verwendung im Freien. Der am weitesten verbreitete Typ besteht aus einem kreuzförmigen Plastikaufbau mit vier Öffnungen zum Urinieren. Diese kommen meist auf Großveranstaltungen wie etwa Konzerten, Festivals, oder Sportveranstaltungen zum Einsatz. Sie sind zur unentgeltlichen öffentlichen Benutzung vorgesehen.

### Rinnenurinal
Eine Sonderform des Urinals stellt die Pinkelrinne dar. Sie unterscheidet sich vom klassischen Urinal dadurch, dass sie aus einem großen Auffangbecken besteht, das durch mehrere Personen gleichzeitig genutzt wird. Pinkelrinnen sind in der Regel aus Edelstahl gefertigt und kommen meist an stark frequentierten Orten zum Einsatz. Pinkelrinnen sind billiger in der Anschaffung, haben jedoch einen weit höheren Wasserverbrauch und sind weniger benutzerfreundlich.

## Geschlechtsspezifität

### Urinale für beide Geschlechter

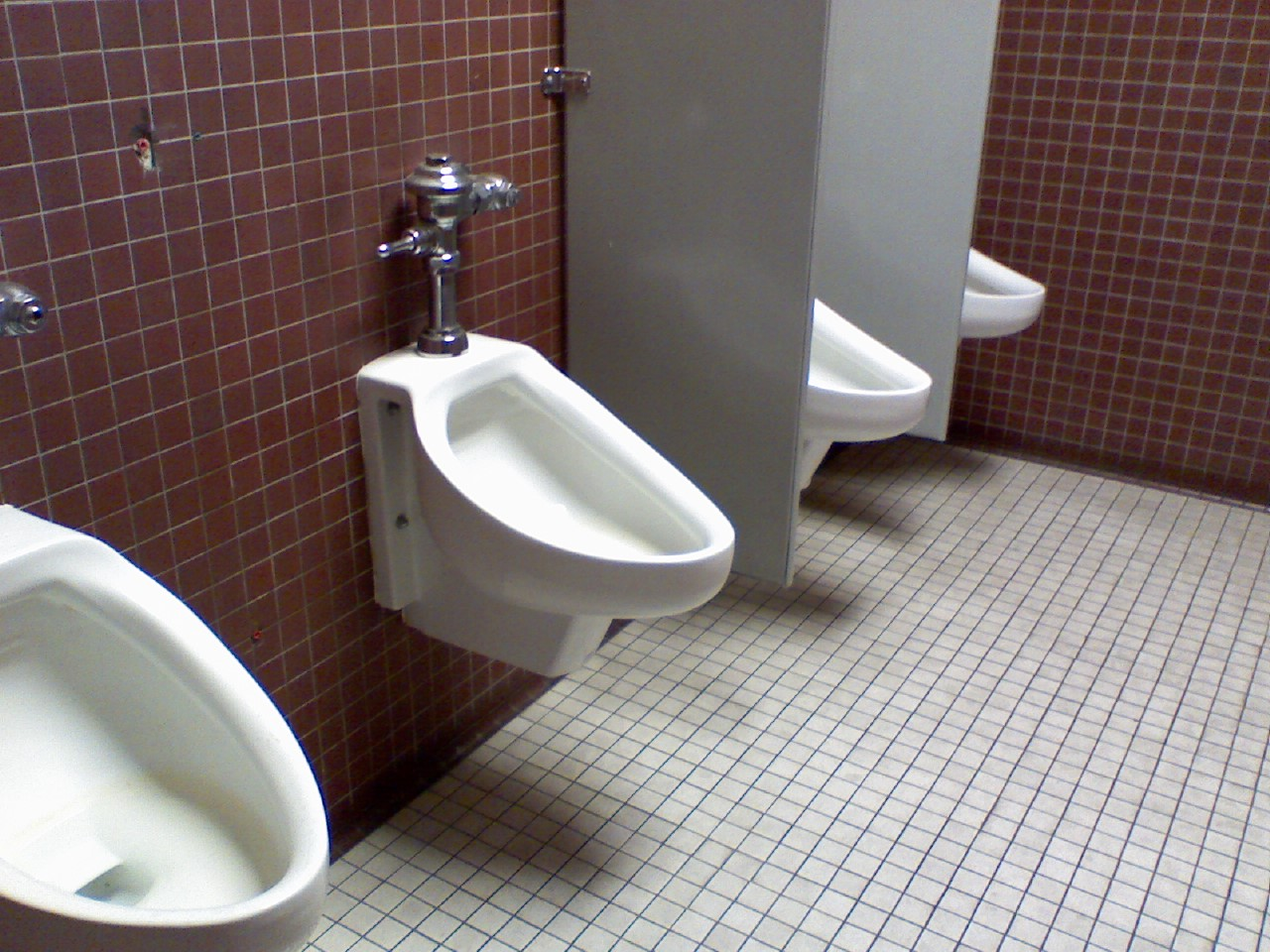
Urinale in Unisex-Bauweise

Unisex-Toiletten und -Urinale sollen gleichermaßen zur Nutzung durch Männer und Frauen geeignet sein.

### Urinale für Männer
In der wohl häufigsten Form ist das Urinal speziell für Männer konzipiert. Es ist in seiner Bauform auf den männlichen Körper hin gestaltet. Auf Toiletten mit einer Geschlechtertrennung finden sich meist nur auf den Herrentoiletten Urinale.

### Urinale für Frauen

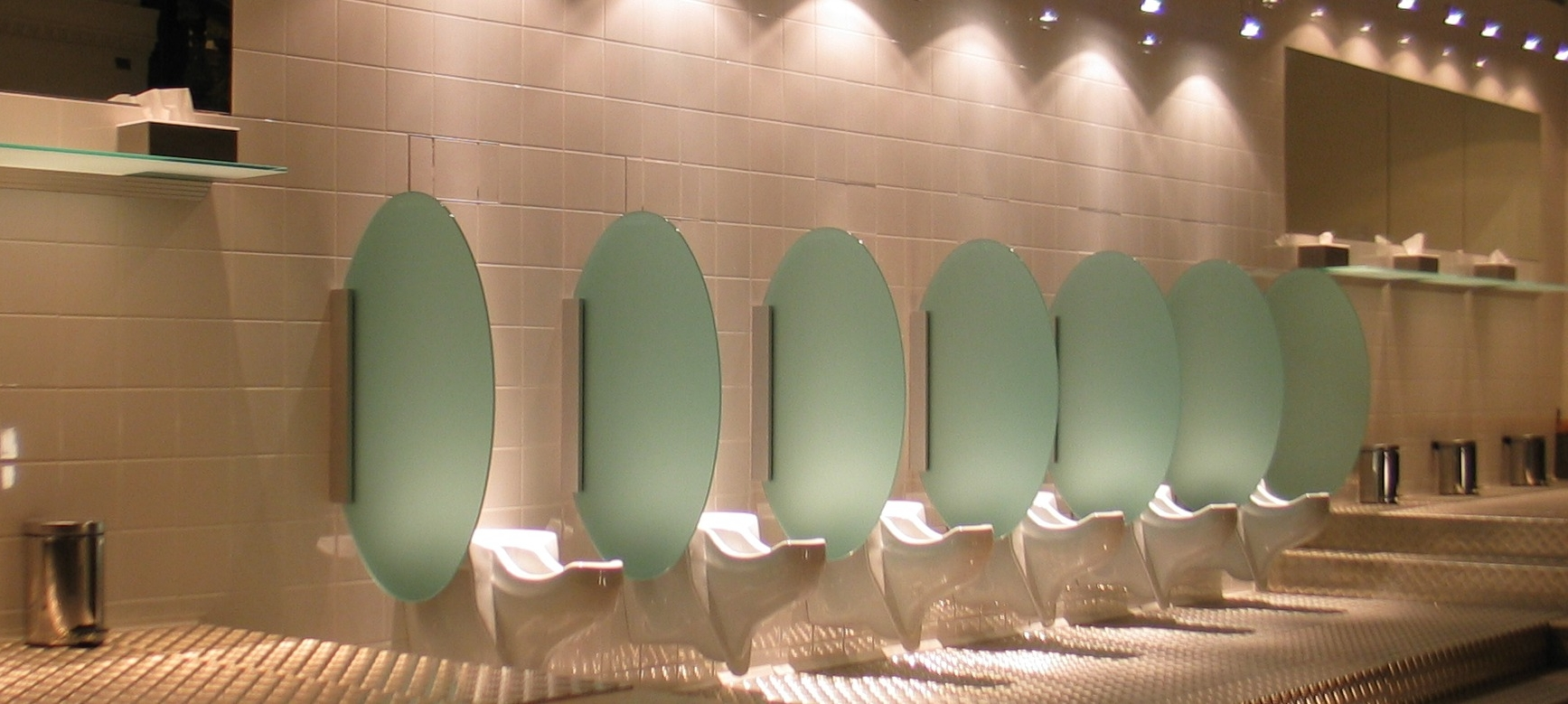
„Lady Loo“-Frauenurinale von GBH, in Reihenanordnung mit Trennwänden

Urinale für Frauen haben in Japan eine lange Tradition. So wurden schon während der Meiji-Zeit im 19. Jahrhundert in Japan Damenurinale gebaut, lange bevor diese im Westen aufkamen.
Das Frauenurinal ist an die anatomischen Voraussetzungen von Frauen angepasst. Damenurinale eignen sich besonders für den Einsatz in öffentlichen Toiletten, die zu Stoßzeiten hoch frequentiert sind und mit einem großen Andrang rechnen müssen, also primär in Einrichtungen wie Diskotheken, Clubs, Veranstaltungsorten und dergleichen. Bettina Möllring, Professorin für Design an der Muthesius Kunsthochschule in Kiel und Expertin für die Gestaltung öffentlicher Toiletten, sieht die Bereitstellung von Frauen- bzw. Unisex-Urinalen als wesentlichen Weg zur Geschlechtergerechtigkeit („Potty Parity“) im Sanitärbereich.

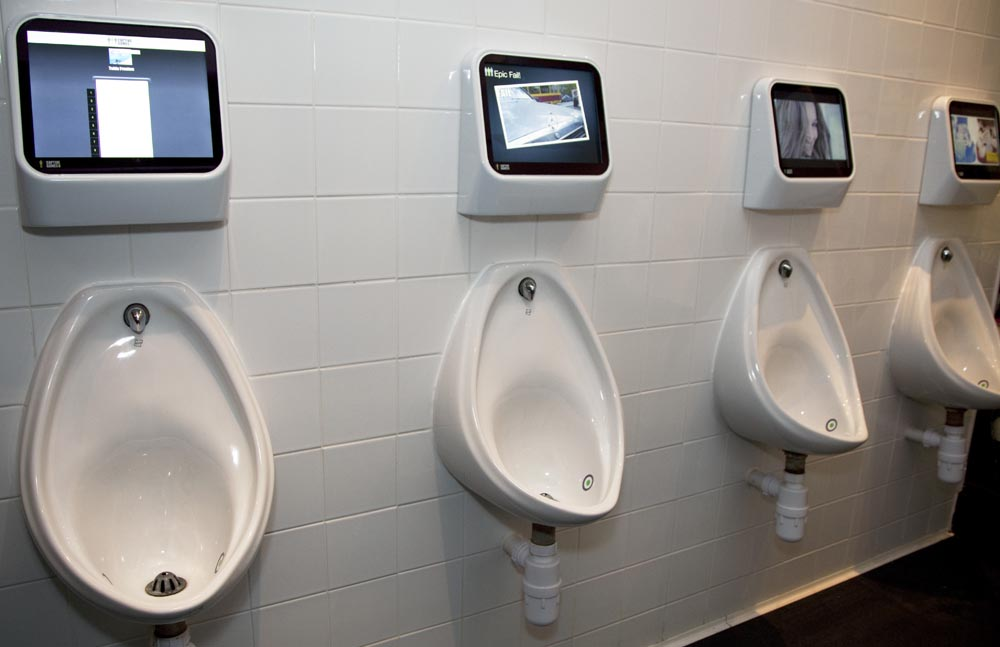
Bildschirme über Urinalen

## Zubehör

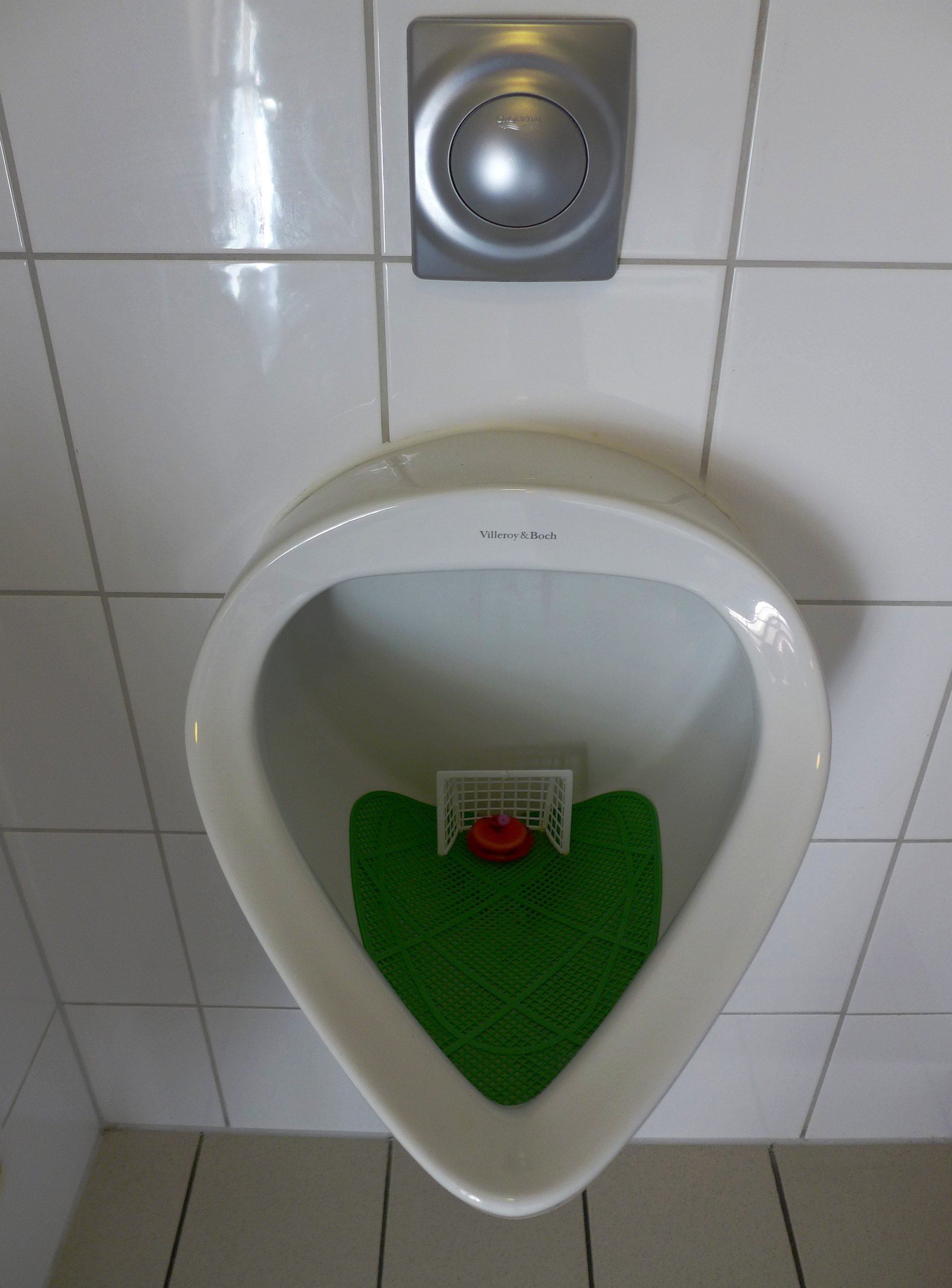
Fußballtor im Urinal

In einigen öffentlichen Toiletten wird die Wand über den Urinalen genutzt, um dort Werbeaushänge anzubringen, gelegentlich auch in Form von Bildschirmen mit Bewegtbildern.
Eher zur Unterhaltung dienen Darstellungen und Installationen innerhalb des Pinkelbeckens: Der „Pinkelkicker“ bestehet aus einem Plastik-„Rasen“ mit einem kleinen Tor und davor aufgehängtem Ball, der mit dem Urinstrahl ins Tor befördert werden soll. Eine Variante bildet ein wärmeempfindlicher Aufkleber, der einen Ball zeigt, der durch die Erwärmung durch das Urin zum Verschwinden gebracht wird. Verbreitet ist der Aufdruck einer kleinen Fliege in der Mitte des Urinals, welche die Zielgenauigkeit der Benutzer verbessern soll.
Ein amerikanischer Hersteller vertreibt kleine Geräte, die im Urinal angebracht, den Urinstrahl analysieren und bei erhöhtem Alkoholpegel den Nutzer warnen: Es ertönt eine Stimme, die davon abrät, in diesem Zustand noch Auto zu fahren. Im Münchener Ratskeller war 2005 an einem Urinal vorübergehend ein Messgerät installiert, mit dem Zucker im Urin gemessen werden konnte.
Urinal Gaming Systeme präsentieren einfache Computerspiele auf einem Monitor in Augenhöhe des Benutzers, die über einen Infrarotsensor durch den Harnstrahl gesteuert werden. Das Sega Toylet wird seit 2011 ausschließlich in Japan von Sega vertrieben. Die britische Captive Media vertreibt ähnliche, jedoch werbefinanzierte Systeme weltweit.

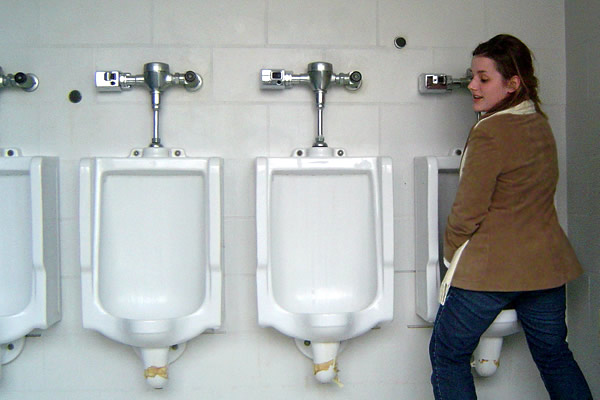
Benutzung der Urinella in einem öffentlichen Urinal

### „Pinkelhilfen“ zur Urinalbenutzung für Frauen
Für Frauen wurde der Whiz entwickelt, ein kleiner Einweg-Plastiktrichter, der die Benutzung normaler (Herren)urinale ermöglicht. Er wird speziell auf Festivals vertrieben und zum Teil kostenlos verteilt. Frauen sind damit in der Lage, vorwärts und aufrecht stehend die verfügbaren Urinale zu benutzen. Es wird damit dem Problem begegnet, dass insbesondere auf Festivals nicht genügend Bedürfnisstätten verfügbar sind. Neben dem Hauptzweck, den Komfort für Frauen auf Festivals zu erhöhen, kann außerdem das öffentliche Urinieren beschränkt werden.
Die Idee wurde erstmals 2004 auf dem Glastonbury Festival und dem Isle of Wight Festival umgesetzt und fand großen Zuspruch, inzwischen wurde der Whiz auch auf etlichen weiteren Festivals vertrieben. Teilweise wurden rosafarbene Urinale aufgestellt, um die Frauen zur Benutzung zu ermutigen. Neben dem Erfolg von Whiz wurden auch von anderen Herstellern ähnliche Produkte unter Namen wie MyLaFemme oder Shewee auf den Markt gebracht.

## Das Urinal als Kunstobjekt

### Marcel DuchampsFountain
Furore machte in der Kunstgeschichte 1917 ein als „Fountain“ bezeichnetes handelsübliches Urinal im Rahmen der von Marcel Duchamp erfundenen Ready-mades – einer Kunstform, bei der vorgefundene, meist von der Industrie als Massenprodukt hergestellte Alltagsgegenstände zu Kunstobjekten erklärt wurden.

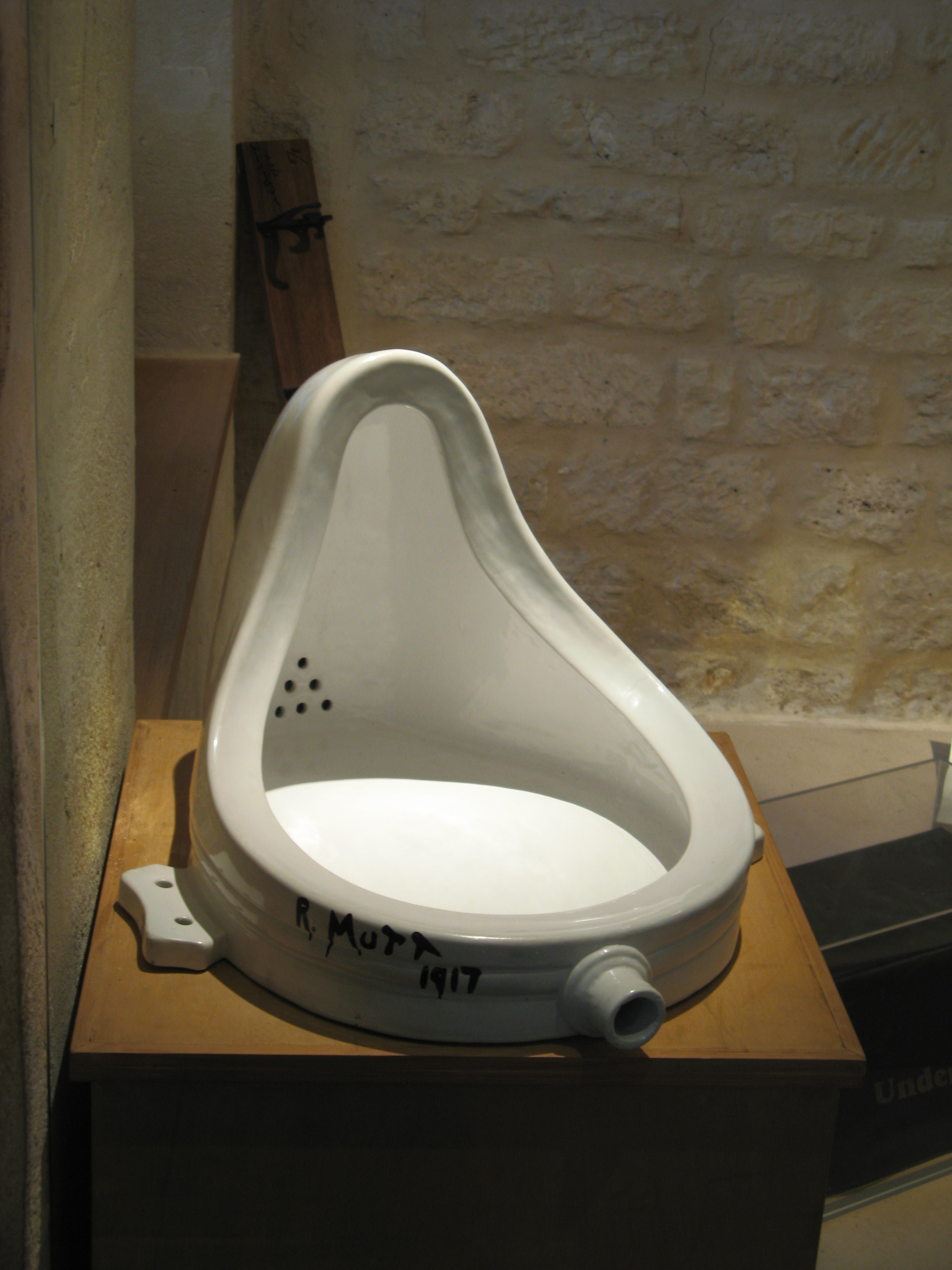
Replik von Duchamps Fountain in Musée Maillol, Paris

Marcel Duchamp war einer der Mitbegründer der 1916 entstandenen Society of Independent Artists Inc. (S.I.A.) und einer der einundzwanzig Direktoren. Für eine Gebühr von sechs Dollar durften Mitglieder maximal zwei Kunstwerke in einer Jahresausstellung zeigen, wobei nach dem Vorbild der französischen Société des Indépendants keine Zensur und keine Vorauswahl durch eine Jury stattfinden sollten. Unter diesen Bedingungen entschloss sich Duchamp zu einem Experiment mit einem Ready-made. Er besorgte sich bei dem New Yorker Sanitäreinrichtungshersteller J. L. Mott Iron Works ein Urinal, wie es in öffentlichen Bedürfnisanstalten für Männer Verwendung fand.
Dieses Urinal wurde 1917 unter dem Titel „Fountain“ als Kunstwerk eingereicht, die Gesellschaft weigerte sich jedoch es auszustellen. Das englische, dem Französischen entlehnte Wort „Fountain“ meint (Frisch)-Wasserbehälter, -becken sowie auch Quelle oder Springbrunnen. Im übertragenen Sinne steht das Wort für Wurzel und Ursprung. Duchamp verwendete auf dem Becken die Signatur „R. Mutt“. Der nicht ausgeschriebene Vorname des Pseudonyms ist durch unmittelbare Quellen als „Richard“ bekannt (The Blind Man No. 2). Das heute verlorene Objekt ist durch eine Fotografie in der zweiten Ausgabe von The Blind Man (New York, Mai 1917) auf Seite 4 überliefert. Fountain wurde zum Medienereignis und seine „Nicht-Ausstellung“ führte zu einer Kontroverse über den Kunstbegriff.
Von Duchamp autorisierte Repliken in unterschiedlichen Ausführungen befinden sich weltweit in den Sammlungen verschiedener Museen.

### Kontroverse umKisses!-Urinal

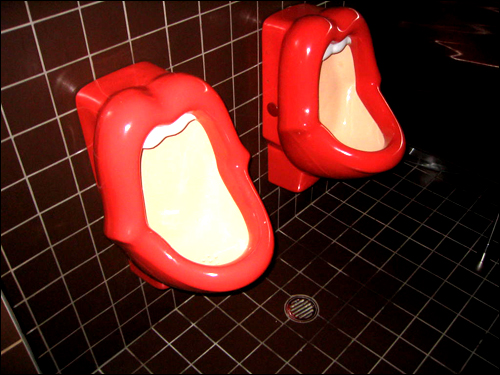
Kisses!-Urinal

Das Urinal Kisses! der holländischen Designerin Meike van Schijndel, welches unter anderem an Flughäfen in Clublounges von Virgin Atlantic zum Einsatz kam, löste eine heftige Kampagne der feministischen National Organization for Women aus. Diese beanstandete das Urinal, das einen offenen Mund mit knallroten Lippen darstellt, als frauenfeindlich und sexistisch.
Von Seiten der Fluggesellschaft sowie der Designerin wurde der humoristische und eher harmlose Charakter dieser Urinale betont, allerdings ohne bei der Gegenseite auf Verständnis zu stoßen.
Der Protest wurde von der feministischen Organisation als Erfolg verbucht, die Urinale mussten aus dem Verkehr gezogen werden.
Zu einer vergleichbaren Debatte führten die Kisses!-Urinale in Wien. Hier wurden sie in der Opernpassage betrieben, was im Jahr 2006 zu starken Protesten von Feministinnen führte, die darin einen „Ort demonstrativer Frauenverachtung“ sahen. Unter Führung der „Aktion Unabhängiger Frauen (AUF)“, der sich später auch die grüne Stadträtin Monika Vana anschloss, wurde der Wirt unter Druck gesetzt. Auch hier wurde schließlich eingelenkt und die Urinale entfernt.
In Lüchow kam es ebenfalls 2012 zu Protesten von Frauen gegen die dort in der Herrentoilette des neu eröffneten Stones-Fan-Museums angebrachten Kisses!-Urinale. Museumsbesitzer Ulrich Schröder hatte die mundförmigen Becken in Anlehnung an das Logo der mit dem Museum gewürdigten Rockband The Rolling Stones angebracht und lehnte es ab, diese abzumontieren.

## Installation, Maße und Technik
Die Normhöhe für die Oberkante des unteren Rands der Öffnung eines traditionellen Urinals für Männer beträgt 63 bis 67 cm. Je nach Bauform wird von den Herstellern teilweise eine andere Höhe vorgesehen. Während die DIN 18022 überschlägig eine Breite und Tiefe des Urinals von jeweils 40 cm angibt, sind moderne flache Urinale teilweise nur noch 20 cm tief. Die VDI 6000 Teil 1 nennt eine Höhe von 65 bis 70 cm.
Um Kindern und auch sehr großgewachsenen Menschen die Nutzung von Urinalen zu erleichtern, werden Urinale in zwei oder drei unterschiedlichen Höhen montiert.

### Spülung
Das berührungslose Urinal, das einen Infrarot-Bewegungsmelder zur Aktivierung des Spülmechanismus verwendet, kommt dem Wunsch entgegen, möglichst wenig Kontakt zwischen Körper und Sanitäreinrichtung zu schaffen. Eine weitere technische Entwicklung der letzten Jahre ist das Trockenurinal, das ohne Spülung auskommt.

### Urinstein
Besonders bei wassersparenden Urinalen tritt häufig nach einigen Jahren ein Verschluss des Ablaufs durch Urinstein ein, der allein mit Wasserdruck kaum zu entfernen ist. Eine mechanische Entfernung ist nur bei guter Zugänglichkeit des gesamten Verlaufs des Ablaufs möglich. Bei der Installation häufig genutzter Urinale im gewerblichen Bereich wird gelegentlich empfohlen, im Fußboden und unter Putz verlegte Abflussrohre in DN 80 bis DN 100 auszuführen, um ein Zuwachsen des Rohres durch Urinstein möglichst lange hinauszuschieben. Bei im Urinalkörper integriertem Siphon wird dieser entweder nach einigen Jahren ausgetauscht oder der Ablauf ist durch die regelmäßige Anwendung von chemischem Urinsteinentferner freizuhalten.

### Geruchsverschluss
Bei älteren Urinalen lag der Auslauf teilweise mittig und wurde senkrecht nach unten geführt, so dass der Anschluss eines beliebigen externen Siphons möglich war, welches einfach gereinigt und ausgetauscht werden konnte. Seltener war der Ablaufsifon auch im Keramikkörper enthalten. Bei modernen Bauformen verläuft der Ablauf waagerecht und endet einige Zentimeter vor der Rückwand des Urinals. Spezielle flache Kompakt-Siphons werden auf den Ablauf aufgesteckt und lassen Urin und Spülwasser etwas tiefer wieder austreten. Dies ist bei der Festlegung der Höhe des Ablaufs in der Wand zu berücksichtigen. Da der Siphon hier komplett vom Urinal-Körper umgeben ist, muss das Urinal abmontiert werden, um den Siphon auszutauschen. Die mechanische Reinigung wird durch die kompakte, kantige Bauform sehr erschwert. Die Entfernung von Urinstein kann fast nur noch mit chemischen Mitteln erfolgen. Einige moderne Urinale besitzen eine Öffnung an der Unterseite. Hier kann anstelle des Kompaktsifons ein Rohrbogen angeschlossen werden, um den Ablauf nach unten zu führen und dort einen tiefsitzenden, externen Siphon anzuschließen.
Dieser ist zwar von außen sichtbar, erleichtert jedoch die Wartung deutlich.